# René G. Perkounig
René G. Perkounig (* 18. Mai 1978 in Klagenfurt, Österreich) ist ein traditioneller europäischer Taekwon-Do-Großmeister.

## Leben und Wirken
Als Teenager erhielt er Unterricht in Taekwon-Do. Seine Schulung im traditionellen Taekwon-Do begann 1992 unter Großmeister Son Jong-Ho. 1997 wurde er stellvertretender Taekwon-Do Gruppenkursleiter für Selbstverteidigung und Nahkampf (Landesgendarmeriekommando Kärnten).
Perkounig fungierte als Dozent für Taekwon-Do im Zentralen Dojang Europas. Ebenfalls tätig war er als Dozent für Nahkampf und Selbstverteidigung an der Volkshochschule sowie zusätzlich als stellvertretender Schulleiter des Zentralen Dojang der Internationalen Classic Taekwon-Do Federation of Europe.
Im Jahr 2000 bereiste er als Mitglied des Europe Demonstration-Team zahlreiche Länder und bot Darbietungen im Taekwon-Do.
2004 wurde er durch den Classic Taekwon-Do Verband zum Chief Instruct Director des Taekwon-Do Centers in der Wiener Innenstadt bestellt. Gleichzeitig wurde er mit der Verbreitung und Weiterentwicklung des traditionellen Taekwon-Do in den Norden und Osten Österreichs betraut.
2005 gründete er Taekwon-Do-Schwerpunktgruppen für Selbstverteidigungs- und Eigenschutztraining im Verband der Wiener Volkshochschulen. Auch richtete er Demonstrationen im traditionellen Taekwon-Do beim Vienna Sportsfestival am Donauinselfest und bei öffentlichen Veranstaltungen in Österreich, Deutschland und Italien aus.
Vier Jahre darauf entwickelte sich die Gründung des eigenen Traditional Style Taekwon-Do Verbandes mit Zweigstellen, sowie die Neueröffnung des Zentralen Centers in der Wiener Innenstadt, zum zentralen Thema seines Lebens. Ebenfalls wurde er 2008 Mitbegründer des Internationalen Traditional Taekwon-Do Community und gründete Taekwon-Do Schulgruppen zur Förderung der psychophysischen Gesundheit von Kindern und Jugendlichen.
Der Taekwon-Do System-Großmeister verbreitete mit Hilfe seiner Kooperation mit internationalen Verbänden und der gegründeten Community seine Botschaft des Strebens nach Kommunikation, Freundschaft, Verständnis und Harmonie unter den Taekwon-Do Großmeistern. Sein primäres Ziel ist über die Grenzen aller Kampfkunst-Systeme hinaus, die Widmung der mentalen und technischen Weiterbildung von Danträgern.
2011 war er technischer Leiter der ersten österreichischen Taekwon-Do -Lehrveranstaltung in Wien. Der Reinerlös dieser Veranstaltung kam karitativen Zwecken zugute.